# Joanna Kasperska
Joanna Kasperska (ur. 19 sierpnia 1948 w Otwocku) – polska aktorka.

## Życiorys
Zadebiutowała jako 19-latka rolą Zinaidy w debiucie reżyserskim Andrzeja Żuławskiego Pavoncello (1967).
Absolwentka II Liceum Ogólnokształcącego im. Stefana Batorego w Warszawie (1966). W 1970 roku ukończyła studia na Wydziale Aktorskim Państwowej Wyższej Szkoły Teatralnej im. Aleksandra Zelwerowicza w Warszawie.
Była aktorką Teatru im. Wojciecha Bogusławskiego w Kaliszu (1970-1972) oraz teatrów w Warszawie: Rozmaitości (1972-1982), Komedia (1982-1990) i Północnego (1990-1992).

## Filmografia
- 2012: Prawo Agaty jako Barbara, księgowa Chojeckiego (odc. 23)
- 2010: Hotel 52 jako właścicielka baru (odc. 5)
- 2008-2009: Pierwsza miłość jako prof. Zbrzeźniak
- 2004: Kryminalni jako kierowniczka banku (odc. 7)
- 2001: Blok.pl jako matka Ewy
- 2001–2002: M jak miłość jako Irena Gałązkowa
- 2000–2006: Plebania jako Grażyna
- 1998: Biały Kruk jako Mildred
- 1996: Wezwanie jako oddziałowa
- 1995: Tato jako funkcjonariuszka Straży Miejskiej
- 1994: Polska śmierć jako lokatorka w mieszkaniu Marty
- 1993: Kolejność uczuć jako Ząbkowska
- 1993: Piękna warszawianka jako matka Maryśki
- 1992: 1968. Szczęśliwego Nowego Roku jako sekretarka Bergmana
- 1991-1992: Kuchnia polska jako sekretarka Bergmana
- 1982: Śpiewy po rosie jako letniczka
- 1981: "Anna" i wampir jako porucznik Detka, członkini grupy dochodzeniowej
- 1980: Kariera Nikodema Dyzmy odcinek 6 jako prostytutka
- 1979: Ród Gąsieniców jako Irena
- 1978: Ślad na ziemi jako Tośka, dziewczyna z kuchni
- 1977: Polskie drogi jako Helena Kwapik, służąca doktora Wimmera (odc. 3)
- 1975: Zaklęte rewiry jako Paulina
- 1971: Nie lubię poniedziałku jako kierowniczka biura matrymonialnego
- 1971: Podróż za jeden uśmiech jako autostopowiczka (odc. 4)

## Słuchowiska radiowe
- W Jezioranach - Barbara Boczkowska[2]